# 2MASS J13233597-1806379
2MASS J13233597-1806379 ist ein Brauner Zwerg im Sternbild Jungfrau. Er wurde 1999 von Eduardo L. Martín et al. entdeckt.
Er gehört der Spektralklasse L0 an. Seine Position verschiebt sich aufgrund seiner Eigenbewegung jährlich um 0,08968 Bogensekunden. 